# Associação Europeia de Cidades e Regiões Históricas
A Associação Europeia de Cidades e Regiões Históricas (em inglês:  European Association of Historic Towns and Regions, sigla: EAHTR). é uma orgazinação autónoma fundada pelo Conselho da Europa em outubro de 1999 no âmbito da iniciativa "Europa, um património comum". Agrupa doze associações, como por exemplo, o Historic Towns Forum of Great Britain, de onze países: República Checa, Finlândia, Irlanda, Malta, Holanda, Roménia, Rússia, Eslováquia, Eslovénia, Turquia e Reino Unido, que, juntas reclamam representar mais de mil cidades históricas europeias.
A associação tem estatuto de empresa segundo a lei inglesa desde 8 de abril de 2002. O principal objetivo é «a identificação e partilha de experiêncis e boas práticas em conservação urbana sustentável e gestão de áreas históricas, através da colaboração internacional e cooperação entre cidades e outras organizações envolvidas.»
A EAHTR está sedeada em Norwich, Inglaterra. O secretário-geral é Brian Smith, no cargo desde 1999.
Em Portugal, actualmente, existem quatro cidades históricas com o estatuto de membros da EAHTR. Uma delas, a título individual, é a cidade de Óbidos. As outras três, através da associação "European Walled Towns" (português: Cidades Europeias Amuralhadas), são as seguintes: Almeida, Elvas e Lagos.